# Пояна-Брашов
Поя́на-Брашо́в (рум. Poiana Braşov) — курорт в Румынии, который часто называют «солнечная поляна».

## История
Основанная в 1895 году Пояна Брашов вначале была туристическим районом для Брашова. Первое строение было сооружено в 1904 году. В 1906 году Пояна Брашов стал зимним курортом, и три года спустя здесь состоялось первое лыжное соревнование в Румынии. В 1951 в Пояне состоялись Международные зимние студенческие игры. В то время курорт назывался Пояна-Сталин. В 2013 году Пояна Брашов принимала Европейский юношеский Олимпийский Фестиваль. В настоящее время Пояна-Брашов — лыжный курорт.
Пояна Брашов находится в освещённой солнцем долине. Своё название он получил от средневекового карпатского города Брашов. «Пояна» в переводе с румынского означает «поляна». Пояна Брашов расположен в 13 км от Брашова и в 167 км от Бухареста, у подножия горы Постэрвару.

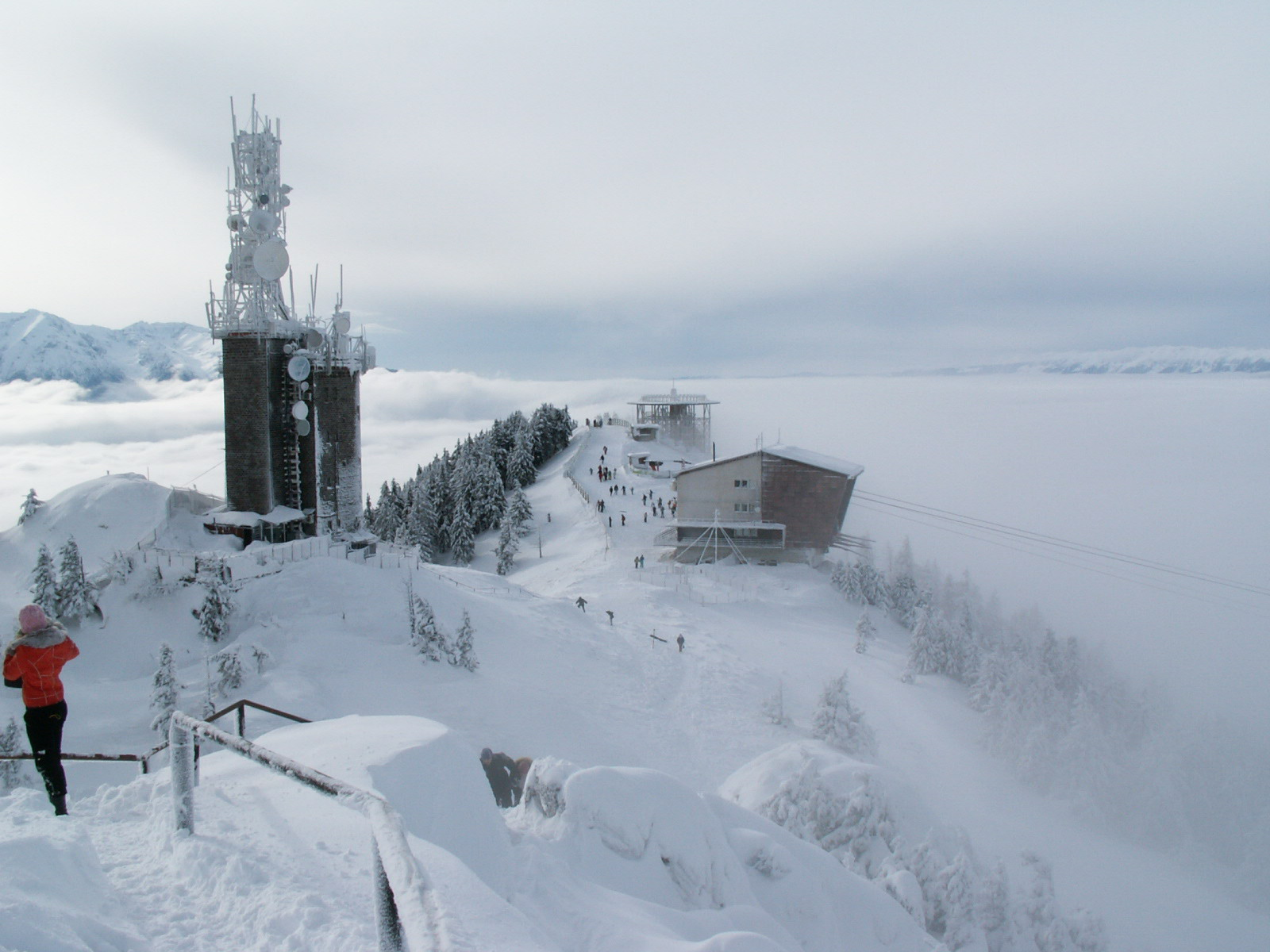
гора Постэрвару 1799 м

Центр зимнего спорта Румынии, имеет лыжные и санные трассы различной сложности общей протяжённостью более 20 км, кабинные и кресельные подъёмники. Здесь проложены олимпийская лыжная трасса, бобслейная трасса, 12 трасс для спуска. Есть два трамплина.

## Склоны, трассы, подъёмники
- Высшая точка — 1770 м
- Перепад высот — 775 м

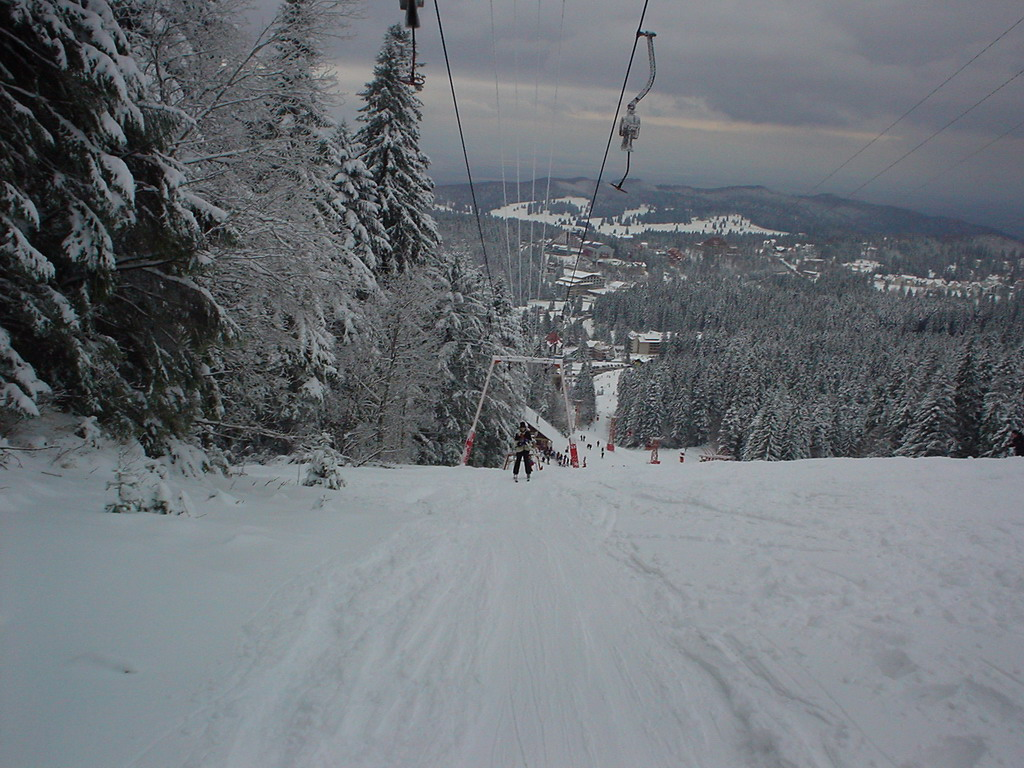
Подъёмники

- Общая протяжённость трасс — 24 км: 37 % для начинающих, 32 % среднего уровня, 21 % сложных
- Самая длинная трасса — 3,8 км
- Количество подъёмников — 11
- Есть два трамплина.
- Трассы расположены в основном на южных склонах. Имеются трассы, оборудованные снежными пушками.
- Есть возможности для внетрассового катания.

Сезон катания — с декабря по март. Средняя температура зимой: −3 °C. Средняя высота снежного покрова: 50—60 см.